# Don Ohl
Pour les articles homonymes, voir OHL.
Donald Jay Ohl, né le 18 avril 1936 à Murphysboro (Illinois) et mort le 2 décembre 2024, est un joueur américain professionnel de basket-ball qui joue dix saisons en NBA (de 1960 à 1970). Il mesure 1,9 m et joue au poste d'arrière.

## Carrière universitaire
Don Ohl évolue au lycée d'Edwardsville dans l'Illinois, puis rejoint les Fighting Illini de l'université de l'Illinois.

## Carrière professionnelle
Don Ohl joue pour les Pistons de Detroit, les Bullets de Baltimore et les Hawks de St.Louis/Atlanta. Faisant partie des meilleurs tireurs à longue distance de son époque, Ohl inscrit 11549 points et est sélectionné à cinq reprises au NBA All-Star Game dans sa carrière. Son surnom est « Waxie », à cause de sa coupe de cheveux.   
Peu après le début de la saison 1963-1964, Ohl fait partie de l'un des premiers méga-transferts de l'histoire de la NBA, incluant huit joueurs entre les Pistons et les Bullets. Le 9 juin 1964, les Pistons envoient Ohl, le pivot Bob Ferry, les ailiers Bailey Howell et Les Hunter (en) et les droits de la draft de l'arrière Wallace Jones aux Bullets en échange des ailiers Terry Dischinger et Don Kojis et de l'arrière Rod Thorn. Ce transfert profite aux Bullets, Howell et Ohl devenant des éléments-clé de leur équipe.
Ohl connait son heure de gloire lors des playoffs 1965, qui voient les Bullets éliminer les Hawks de Saint-Louis en quatre rencontres au premier tour. Lors des Finales de la Division Ouest, Ohl et le futur « Hall of Famer » Jerry West s'affrontent dans un duel de tireurs que West et les Lakers de Los Angeles remportent en six rencontres, chacune d'entre elles se disputant en huit points ou moins. Ohl inscrit 26,1 points en 10 matches lors de ces playoffs.